# Conservula simillima
Conservula simillima là một loài bướm đêm trong họ Noctuidae.